# Byg om vinteren
Byg om vinteren er en dansk dokumentarfilm fra 1952, der er instrueret af Tore Amundsen efter manuskript af Jørgen Storm-Petersen.

## Handling
Filmen gør på en munter måde op med den traditionelle opfattelse af, at alt byggeri må ligge stille i vintermånederne. Den viser muligheder for gennemførelse af et rationelt vinterbyggeri og fortæller om fordelene derved. Billedsiden består dels af realfilm dels af tegnefilm, og på lydsiden indledes og sluttes med en "byggesang", indsunget af tre pigestemmer.